# غونسالو ألفيس
غونسالو ألفيس هو لاعب كرة قدم برتغالي، ولد في 1 يوليو 1977 في لشبونة في البرتغال. لعب مع .